# Rhaphidostegium pseudoamoenum
Rhaphidostegium pseudoamoenum là một loài rêu trong họ Sematophyllaceae. Loài này được (Bél.) Besch. mô tả khoa học đầu tiên năm 1880.